# Amerila papuana
Amerila papuana là một loài bướm đêm thuộc phân họ Arctiinae, họ Erebidae.